# Зозуля Анатолій Михайлович
Анато́лій Миха́йлович Зозу́ля (15 вересня 1969, Звенигородка, Черкаська область — 12 серпня 2014, ст. Мандрикине, м. Донецьк) — учасник російсько-української війни на Донбасі, Добровольчий Український Корпус «Правий сектор» (ДУК ПС).

## Життєпис
Народився 1969 року на Черкащині в місті Звенигородка. Навчався в школі № 3 цього міста, яку закінчив 1986 року. У юнацькі часи займався легкою атлетикою, зокрема бігом. Кілька разів був чемпіоном Черкаської області з бігу на короткі дистанції, а на чемпіонаті України серед школярів здобув срібну медаль. Мав легкоатлетичні рекорди, що зберігалися до 2010-х років.
12 серпня 2014 року вдень автобус з бійцями Добровольчого Українського Корпусу «Правий сектор» (ДУК ПС) потрапив у засідку на блок-посту під Донецьком на об'їзній трасі поблизу залізничної станції Мандрикине. Автобус був обстріляний, 10 чоловік загинуло, потрапило в полон троє бійців. Проросійські бойовики поширили відео з місця подій, знімаючи місце бою та тіла загиблих.
Серед вцілілих був командир групи — Марлен Місіратов «Татарин» та два брати Мартинови — Олег та Андрій.[джерело?]
Учасники групи ДУК ПС, що потрапила у засідку:
1. Петрушов Олександр Валентинович 10.10.1967 р.н — загинув
2. Суховий Сергій Іванович 06.08.1978 р.н загинув
3. Малолітній Олександр Іванович 06.09.1987 р.н. — загинув
4. Смолінський Леонід Денисович 16.12.1964 р.н. — загинув
5. Величко Володимир Володимирович 03.06.1971 р.н. — загинув
6. Пальгуєв Олександр Сергійович 18.09.1992 р.н. — загинув
7. Мірошниченко Меруж Валентинович 17.11.1984 р.н. — загинув
8. Мартинов Олександр Олександрович 17.12.1987 р.н. — загинув
9. Зозуля Анатолій Михайлович 15.09.1969 р.н. — загинув
10. Волощук Михайло Володимирович 19.07.1980 р.н. — тіло не знайшли
11. Мартинов Олег Олександрович 01.05.1980 р.н — був поранений, потрапив у полон, ВИЗВОЛЕНИЙ
12. Мартинов Андрій Олександрович 22.08.1983 р.н. — був поранений, потрапив у полон, ВИЗВОЛЕНИЙ
13. Марлен Місіратов (Татарин) Командир групи — був поранений, потрапив у полон, ВИЗВОЛЕНИЙ.

Місце поховання: с. Небрат, Бородянський район, Київська область.

## Нагороди і вшанування
- На фасаді Звенигородської загальноосвітньої  школи № 3 встановлено меморіальну дошку (жовтень 2015)[2].
- Його портрет розміщений на меморіалі «Стіна пам'яті полеглих за Україну» у Києві: секція 2, ряд 4, місце 31.
- Бойовий Хрест Корпусу ДУК ПС (посмертно)
- З 2016 року і станом на 2023 рік у Звенигородській громаді відбуваються спортивні змагання, присвячені пам'яті Героїв Анатолія Зозулі та Віктора Погорілого[3][4]